# John Landquist
John Landquist, né le 3 décembre 1881 à Stockholm et mort le 2 avril 1974 à Danderyd à l'âge de 92 ans est un lettré érudit, critique littéraire suédois, écrivain et professeur de pédagogie et de psychologie à l'Université de Lund de 1936 à 1946.

## Biographie
Au cours de ses études à l'université d'Uppsala, fondée en 1477, la plus ancienne de Scandinavie, il fréquenta l'organisation étudiante Les quatre diables en compagnie de Sven Lidman, Sigurd Agrell et Harald Brising. En 1908, il soutient une thèse dont l'objet est une enquête psycho-éthique de la volonté. Engagé dans la Strindbergsfejden, la « querelle de Strindberg », il publie des œuvres du naturaliste suédois. En 1914, il traduit en suédois le roman autobiographique Le plaidoyer d'un fou écrit en français par August Strindberg en 1887-1888, sous le titre En dåres försvarstal. Le dramaturge y décrivait sa relation avec sa femme Siri von Essen peu avant l'écriture de Mademoiselle Julie. En 1916, il écrit une monographie de Gustaf Fröding et contribue à introduire la théorie freudienne dans une histoire de la littérature en langue suédoise. Il traduit même des œuvres de Freud en suédois.
John Landquist a été marié à Elin Wägner de 1910 à 1922.
Il est connu pour avoir écrit la recension critique de Fifi Brindacier (Pippi Långstrump), le célèbre livre pour enfants d'Astrid Lindgren.
En 1971, John Landquist a reçu le grand prix des Neuf.

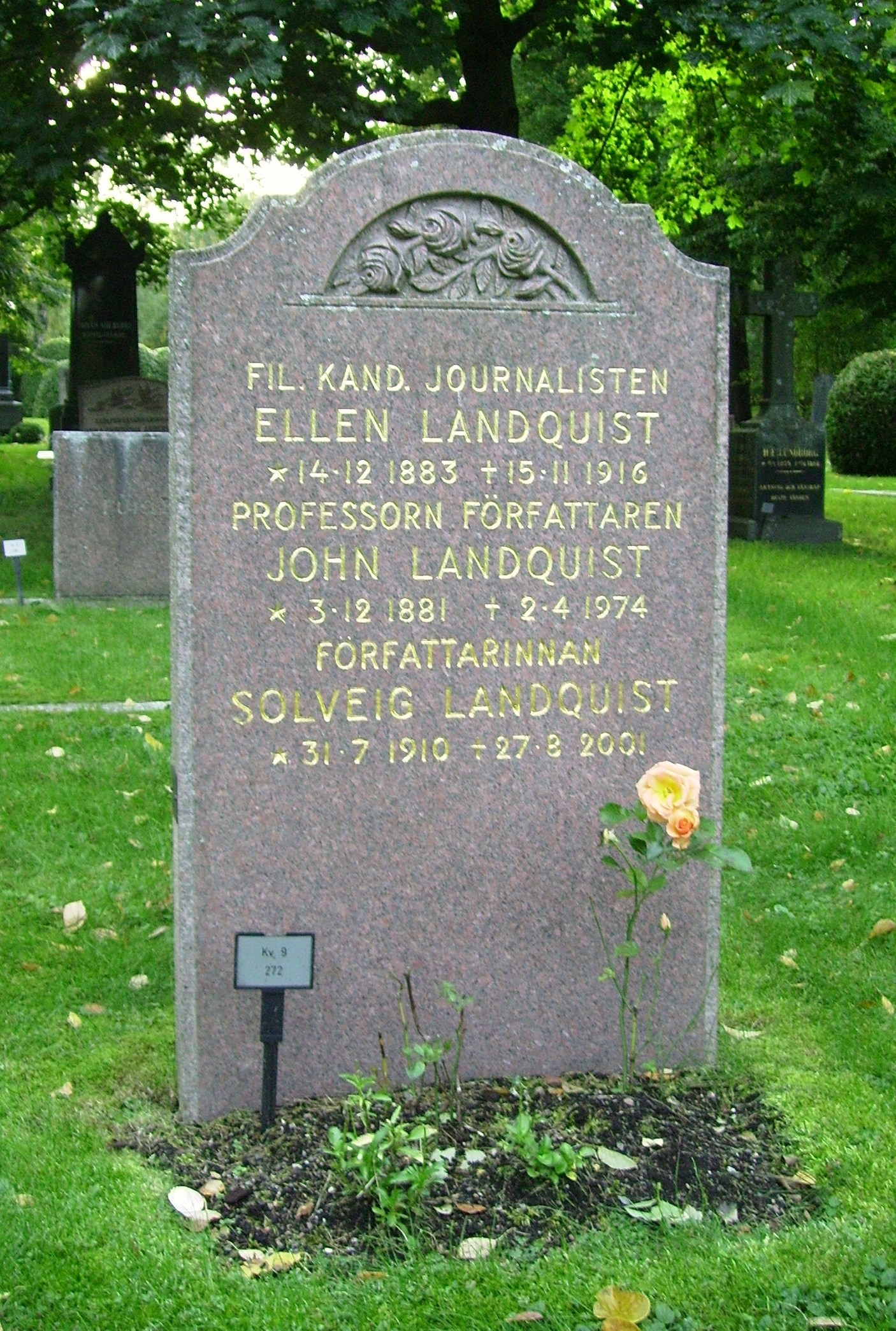
Tombe de John Landquist au cimetière de Solna.